# Delosperma litorale
Delosperma litorale är en isörtsväxtart som först beskrevs av Kensit, och fick sitt nu gällande namn av L. Bol.. Delosperma litorale ingår i släktet Delosperma, och familjen isörtsväxter. Inga underarter finns listade i Catalogue of Life.